# Bascom Deaver
Bascom Sine Deaver (* 16. August 1930 in Macon (Georgia)) ist ein US-amerikanischer Physiker und einer der Entdecker der Flussquantisierung.
Deaver studierte am Georgia Institute of Technology mit dem Bachelor-Abschluss 1952 und an der Washington University in St. Louis mit dem Master-Abschluss 1954. Danach war er bis 1957 Physiker beim Air Force Special Weapons Command auf der Kirtland Air Force Base in New Mexico und 1957 bis 1962 beim Stanford Research Institute. Er wurde 1962 an der Stanford University bei William Fairbank senior promoviert. 1963 bis 1965 war er Forschungsassistent in Tieftemperaturphysik in Stanford. 1965 wurde er Associate Professor und 1973 Professor an der University of Virginia. 2010 ging er in den Ruhestand, blieb aber wissenschaftlich aktiv. Er ist dort Ko-Direktor des Far Infrared Receiver Laboratory, an dem neue Detektoren für fernes Infrarot entwickelt werden (sowohl auf Halbleiter- als auch auf Supraleiterbasis).
Sein Experiment zur Flussquantisierung begann er 1960 auf Anregung von William Fairbank in Stanford. Im Mai 1961 erhielt er klare Anzeichen von Flussquantisierung (mit korrektem Vorfaktor ein Halb) und am 16. Juni sandten sie ihren Aufsatz an Physical Review Letters. Gleichzeitig entdeckten Robert Doll und Martin Näbauer die Flussquantisierung in einem ähnlichen Experiment (supraleitender Hohlzylinder). Näbauer trug darüber auf der IBM Konferenz zur Supraleitung im Juni 1961 in Yorktown Heights vor, auf der auch William A. Little die Ergebnisse der  Stanford-Gruppe von Deaver/Fairbank bekannt machte.
Er befasste sich auch mit dem Josephson-Effekt und SQUIDs und Supraleiter-Isolator-Supraleiter Tunnelverbindungen (SIS).
1966 bis 1968 war er Sloan Research Fellow am MIT. Er erhielt für seine Lehre 2000 den George Pegram Award und ist Mitglied der Virginia Academy of Sciences.
1951 heiratete er Barbara Berenthien, mit der er drei Töchter hat.
Ein Stipendium an der University of Virginia ist nach ihm benannt.

## Schriften
- mit William Fairbank: Experimental Evidence for Quantized Flux in Superconducting Cylinders, Phys. Rev. Lett., Band 7, 1961, S. 43